# Pleurothallis caymanensis
Pleurothallis caymanensis är en orkidéart som beskrevs av Charles Dennis Adams. Pleurothallis caymanensis ingår i släktet Pleurothallis och familjen orkidéer. Inga underarter finns listade i Catalogue of Life.